# گرهارت برگر
گرهارت برگر (آلمانی: Gerhard Berger؛ ‏ تلفظ آلمانی: [ˈɡe:ɐ̯haʁt]؛ ‏زاده ۲۷ اوت ۱۹۵۹) رانندهٔ فرمول یک اهل اتریش است.